# Keratine

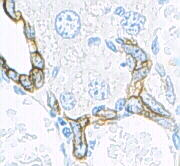
Microscopisch beeld van met een kleurstof bewerkt keratine

Keratine is een eiwit dat als een structuurelement voorkomt bij dieren en is een klassiek voorbeeld van een vezeleiwit.
Keratine is een taai, onoplosbaar eiwit dat voorkomt in onder andere de epidermis (buitenlaag) van de huid bij mens en vele dieren. De buitenste cellaag bevat keratine waardoor de huid taai en waterafstotend is. Bij eeltvorming op bijvoorbeeld handen en voeten neemt het aantal cellen met keratine sterk toe. Keratine bevattende cellen worden voortdurend afgestoten en vervangen door nieuwe cellen. Ook roos en andere huidschilfers ontstaan door dit proces.
Keratinemoleculen zijn vezelig en om elkaar gedraaid, waardoor ze fijne tussenliggende vezels vormen. Deze eiwitten bevatten een hoog percentage aan zwavelhoudende aminozuren, hoofdzakelijk cysteïne, dat disulfide-bruggen tussen de afzonderlijke moleculen vormt. Hierdoor ontstaat er een vrij stevige structuur. Menselijk haar bevat ongeveer 14% cysteïne.
Er zijn twee hoofdvormen van keratine:
- alfa-keratine, dat voorkomt bij mensen en andere zoogdieren
- bèta-keratine, dat voorkomt bij vogels en reptielen.

Bèta-keratine is harder dan alfa-keratine. De structuur van alfa-keratine is spiraalvormig, terwijl die van bèta-keratine gedraaid is.
Bij de mens wordt keratine opgedeeld in
- zachte epitheel keratinen of cytokeratinen:
  - zure: type I
  - basische of neutrale: type II
- harde haarkeratinen:
  - zure: type I
  - basische of neutrale: type II.

Schimmels als voetschimmel en ringworm leven van keratine. Tot de weinige insecten die keratine uit haren zoals in wol kunnen verteren behoort de kleermot.
Keratine komt ook voor in haar, nagels, hoeven, horens, klauwen, snavels en veren. Ook de baleinen van de walvis bestaan uit keratine.

## Genetische aandoeningen veroorzaakt door mutaties in keratine
Mutaties in het DNA (de genetische code) kunnen ervoor zorgen dat het keratine-eiwit niet goed gevormd wordt. Als de functie van deze keratine te veel gestoord wordt, kunnen ziektes ontstaan. Van de meeste keratines is bekend welke ziektebeeld dan ontstaat (zie tabel). Deze ziektes zijn vrij zeldzaam.
| Keratines    | Huidlaag              | Geassocieerde huidziekte                           | OMIM        |
| ------------ | --------------------- | -------------------------------------------------- | ----------- |
| 5 & 14       | Onderste epidermis    | Epidermolysis bullosa simplex                      | K5K14       |
| 1 & 10       | Hoger in epidermis    | Erythrodermia congenitalis ichthyosiformis bullosa | K1 K10      |
| (1 &) 9      | Handpalmen, voetzolen | Palmoplantaire keratodermie (epidermolytisch type) | K9          |
| K6, K16, K17 | Reactie op verwonding | Pachyonychia congenita, steatocystoma multiplex    | K6a K16 K17 |